# Sexteto (Poulenc)
El Sexteto es una composición de música de cámara de Francis Poulenc para quinteto de viento (flauta, oboe, clarinete, fagot y trompa) y piano. Se cree que fue compuesta entre 1931 y 1932 o únicamente durante 1932. La pieza fue revisada exhaustivamente en 1939. La pieza dura 18 minutos.

## Contexto
El sexteto fue compuesto en el período de esplendor de Poulenc en su etapa en Les Six. Fue compuesto alrededor del mismo tiempo que la cantata Le Bal Masqué y el Concierto para dos pianos. Poulenc consideraba que componer no era una tarea rápida, y este trabajo es un ejemplo de ello.

## Estructura y análisis
La pieza se divide en tres secciones:
- I. Allegro vivace
- II. Divertimento: Andantino
- III. Finale: Prestissimo

El primer movimiento comienza con una serie de escalas ascendentes por parte de todos los instrumentos, antes de dar paso a una enérgico sección inicial con ritmos complejos, con matices de jazz, y una línea de fondo en el piano. La parte central del movimiento es una sección central más lenta protagonizada por el fagot cuya melodía es repetida por el resto de instrumentos. El tempo original regresa al final del movimiento.

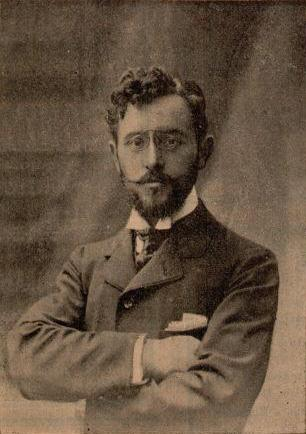
Florent Schmitt (en la foto) ofreció el estreno que generó críticas negativas.

El segundo movimiento sigue el esquema lento-rápido-lento. Se ha visto como influenciado por la música y los divertimentos del Clasicismo así como una parodia de los movimientos lentos mozartianos. Utiliza una variedad de texturas en los instrumentos de viento-madera que son acompañados por el piano. Orrin Howard de la Filarmónica de Los Ángeles cree que el rápido interludio es una forma de alivio cómico musical.
El final comienza con "un galope al estilo de Offenbach" y sigue la forma rondó. Presenta influencias del jazz y ragtime y ha sido interpretado como una representación satírica de la música neoclásica. El final repite temas de los últimos dos movimientos y termina con una coda lírica y solemne con influencias ravelianas.

## Interpretaciones y revisiones posteriores
La pieza fue estrenada en 1933, con Poulenc al piano y Marcel Moyse, Roland Lamorlette, Louis Cahuzac, Gustave Dhérin, y R. Blot tocando la flauta, oboe, clarinete, fagot y trompa, respectivamente. La pieza no fue bien recibida por los tradicionalistas de la comunidad musical, con el compositor y crítico Florent Schmitt de Le Temps tildándola de errante y vulgar. Una opinión más positiva vino de André George de Les Nouvelles littéraires, que escribió que "con Poulenc, toda Francia surge de las ventanas que abre". A finales de la vida del compositor, interpretó la pieza con el Quinteto de vientos de Philadelphia, compuesta de miembros de la Orquesta de Filadelfia, incluyendo a John de Lancie. El 17 de marzo de 1960, Poulenc hizo aparición en el local de ensayo vestido normal pero procedió a ponerse unas zapatillas de andar por casa (pantuflas) que guardaba en su maletín.
Poulenc la revisó exhaustivamente en agosto de 1939, porque no estaba satisfecho con la obra original. Le dijo a la compositora y directora de orquesta Nadia Boulanger, "había algunas ideas buenas en [el original] pero el conjunto está mal organizado. Con las proporciones alteradas, mejor equilibrado, se presenta muy claramente."